# Монтанерский раскол

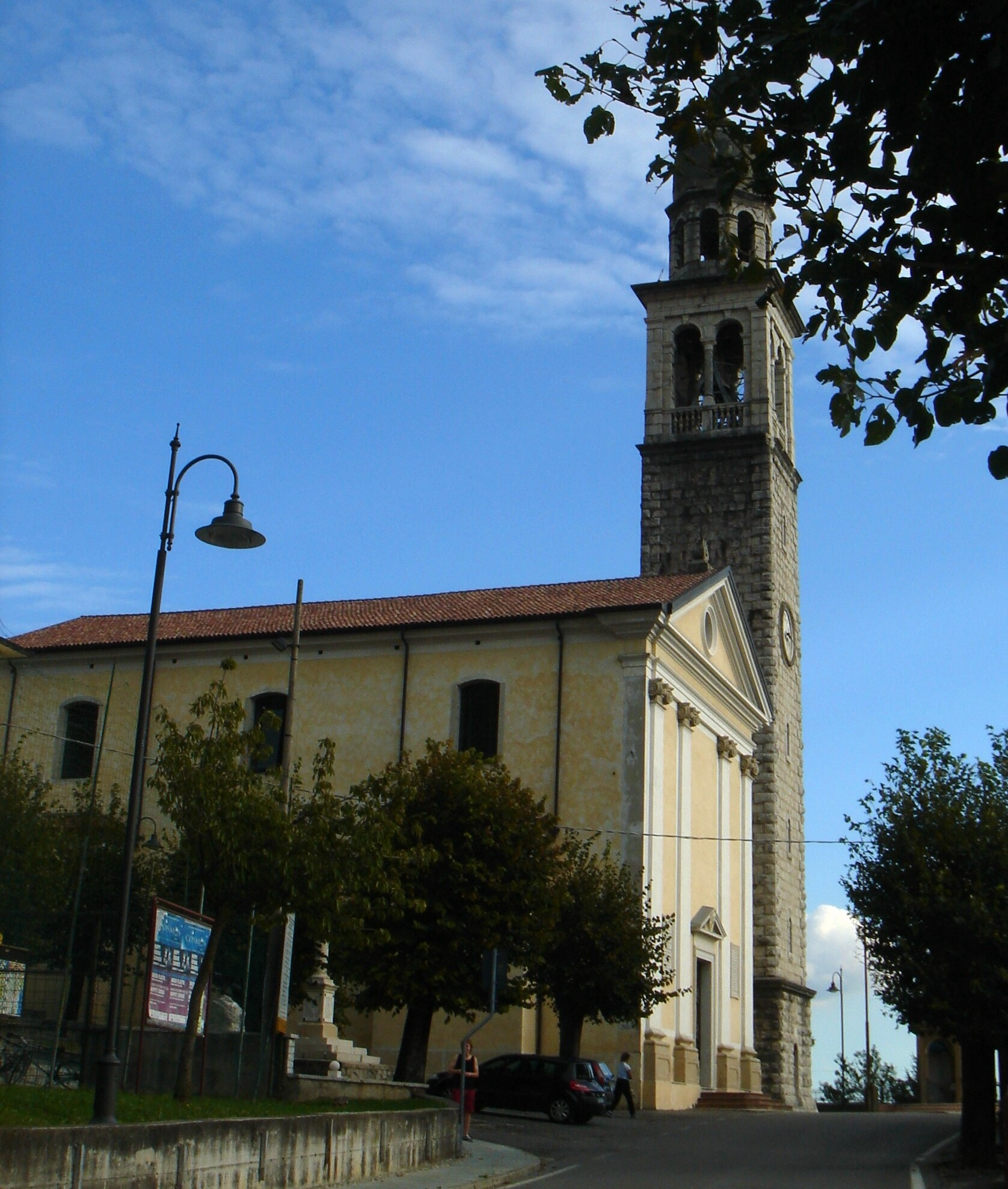
Католическая церковь Святого Панкратия в Монтанере

Монтанерская схизма, или Монтанерский раскол (итал. Scisma di Montaner), — событие конца 1960-х годов, произошедшее в Монтанере муниципалитета Сармеде провинции Тревизо (Италия): из-за разногласий с архиепископом Витторио-Венето монсеньором Альбино Лучани, впоследствии выбранным папой Иоанном Павлом I, почти все жители этого селения перешли из католицизма в православную веру.

## История
После кончины отца Джузеппе Файи, произошедшей 13 декабря 1966 года, монсеньор Лучани священником Монтанера назначил отца Джованни Гава. Прихожане хотели видеть своим священником отца Антонио Боттеона, служившего у прежнего священника. Монсеньор Лучани ответил им, что в таком небольшом селении, как Монтанер, может служить только один священник. Прихожане хотели поговорить с папой, однако Ватикан ответил, что они должны решить этот вопрос с архиепископом. После этого деревня разделилась на «мышей», которые были согласны с архиепископом, и «кошек», которые хотели бы видеть на месте священника отца Антонио Боттеона.

## Раскол

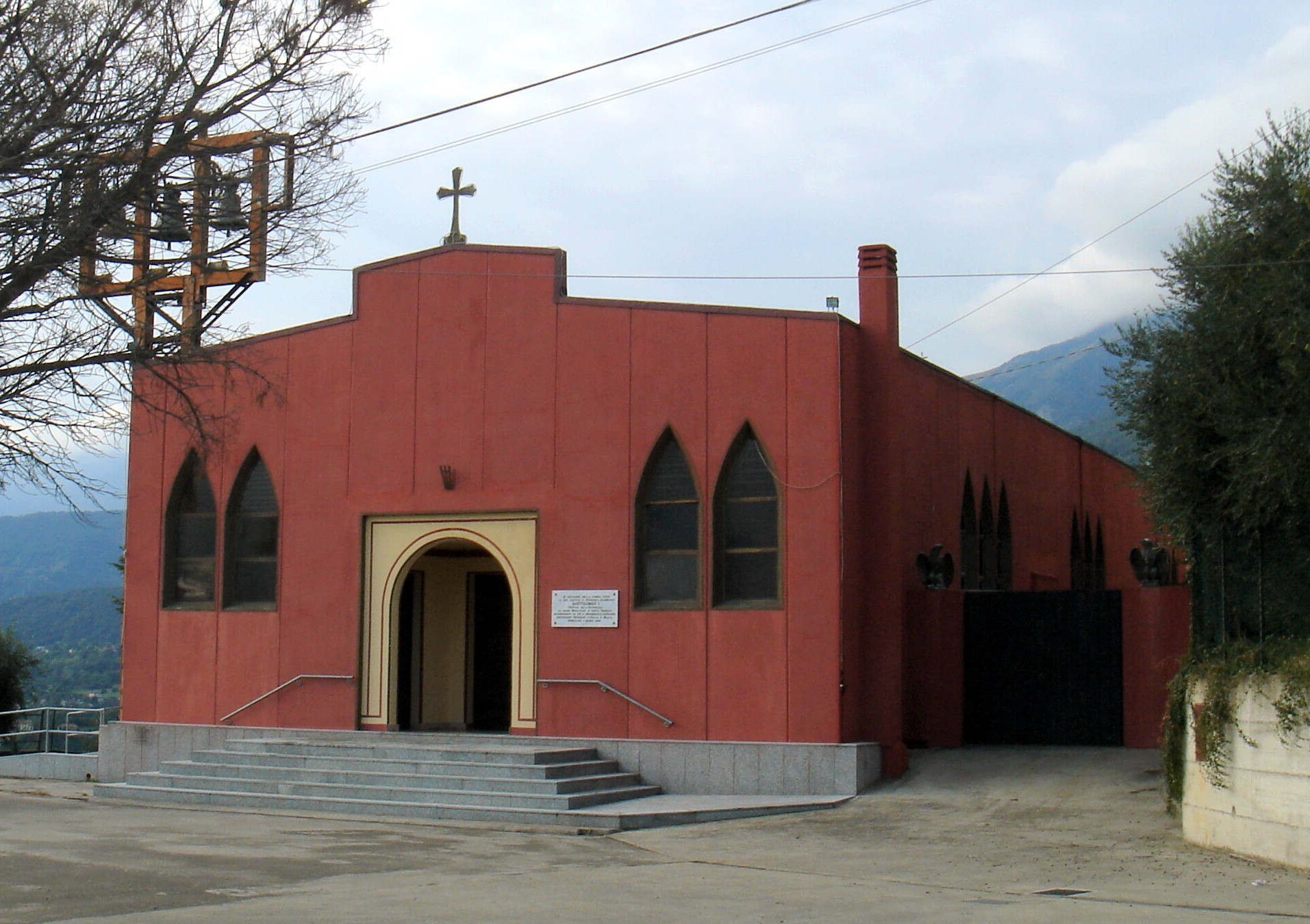
Православная церковь в Монтанере

Население Монтанера после раскола основало православную церковь. В июне 1969 года православным священником был назначен отец Клаудио Ветторацца и 7 сентября того же года православная церковь была провозглашена.
Однако православную общину Монтанера преследовали проблемы идентификации. Только после 1998 года православная церковь Монтанера была официально признана Константинопольским патриархатом, при этом использовался византийский церемониал. В 2000 году были основаны женский монастырь и церковь.
Ныне обе христианские общины — католическая и православная — живут в гармонии. Православный приход также посещают иммигранты из Восточной Европы.